# 現実もたまには嘘をつく
『現実もたまには嘘をつく』（リアルもたまにはうそをつく）は、にいちによる日本の漫画。作者のにいち初になる単一シリーズ作品である。Twitter上にて毎週更新されている。

## 沿革
本作はWeb上にて発表された後、同人誌として発売されていた。その後、ねとらぼ（ITmedia）によると、2018年9月ごろにはTwitter上にて人気となった。作者のにいちによると、最初から商業を視野に入れて構想されたのではなく、本作は「同人誌として考えていた別の話が行き詰まって、イベントに合わせて何か出すものをということで、急遽思いついたのがこのシリーズ」で、「もともと世に出る予定のなかったお話」であるという。にいちは同人誌1冊分のつもりでいたが、読者から続編を要望されたことにより、長編のシリーズとなった。
2020年7月にはKADOKAWAから書籍化されている。

## 登場人物
声はボイスコミックの担当声優。
寺崎 薫（てらざき かおる）
声 - 堀江瞬
本作の主人公。誕生日は6月7日。都立青野返高等学校の一年生。年齢は16歳。小学生の頃に母親を亡くし父子家庭となる。父親が仕事で海外出張が多いために、薫は普段はアパートで一人暮らしをしている。
逢坂 七海（おうさか ななみ）
声 - 山下七海
誕生日は10月2日。年齢は17歳。不登校から引き篭もりをしていたが、のちに薫の呼びかけで薫と同じ学校に編入した。
逢坂 俊雄（おうさか としお）
声 - ロバートウォーターマン
七海の父親。七海から見た印象は「娘に近づく男、絶対になぎ倒すマン」。
柔道3段、剣道2段。甘いものが好き。
七海からの呼称は「パパ」。
(KADOKAWA 『現実もたまには嘘をつく』 P18より)
逢坂 祥子（おうさか しょうこ）
声 - 立花理香
七海の母親。専業主婦。酒には強い。
七海からの呼称は「ママ」。
竹河 伊澄（たけかわ いすみ）
声 - 関根明良
七海の従姉。年齢は17歳。七海よりも数日早く産まれたから自分が姉的な存在と言い張る。身長は七海よりも4センチ低い。
性格は七海とは違って明るく元気。
七海からの呼称は「伊澄」。
大海 直（おおみ なお）
声 - 生田善子
この作品では、アパレルショップ「Riko & Mashiro」の店員。
佐久間 真白（さくま ましろ）
この作品では、アパレルショップ「Riko & Mashiro」の店員（キトラのデジタルコミック担当声優については台詞が一言しかないので声は不明）。
島村君
声 - 朝霧友陽
ネットカフェの店員。

## 制作背景
作者のにいちによると、同人誌の1巻の時点では「狙いや経緯は何もなく」、筋書きだけ決め、薫と七海の2人のキャラクターに会話をさせることによって話が完成している。「日常生活でふと思いつく」といったことは滅多になく、「カフェで行きかう人々を見ながらとか、散歩をしながらとか、動きのある環境で考えて」ネタを構想している。「好きなように描くことを大切にしている」ため、読者からのコメントにより「話の大筋まで変えること」はないが、「意外な視点に気付かされることは多い」と、にいちは話している。

## 書誌情報
- にいち『現実もたまには嘘をつく』KADOKAWA〈中経☆コミックスKITORA〉、既刊7巻（2025年8月6日現在）
  1. 2020年7月31日発売[1][9]、ISBN 978-4-04-604812-7
  2. 2021年4月21日発売[10]、ISBN 978-4-04-605135-6
  3. 2022年6月15日発売[11]、ISBN 978-4-04-605852-2
  4. 2023年6月28日発売[12]、ISBN 978-4-04-606433-2
  5. 2024年6月24日発売[13]、ISBN 978-4-04-606922-1
  6. 2024年12月24日発売[14]、ISBN 978-4-04-607343-3
  7. 2025年8月6日発売[15]、ISBN 978-4-04-607634-2